# スーザン・セクストン
スーザン・セクストン（英語: Susan Sexton、1959年1月19日 - ）は、オーストラリアの元女子プロレスラー。西オーストラリア州パース出身。

## 来歴
1975年、渡米してミルドレッド・バークの下でトレーニングを積み、デビュー後は世界各地を転戦する。
同年、バークのルートで全日本女子プロレスに初来日。10月9日、マッハ文朱の持つWWWA世界シングル王座に挑戦した。
1990年、女子団体LPWAの初代王座に認定される。しかし、1991年1月31日にレディー・Xに敗れ陥落。
1996年引退。
現在はロサンゼルスでトレーナー。

## タイトル
- LPWA王座

## 得意技
- エレクトリック・チェア・ドロップ